# Gorzejowa
Gorzejowa ist eine Ortschaft mit einem Schulzenamt der Gemeinde Brzostek im Powiat Dębicki der Woiwodschaft Karpatenvorland in Polen.

## Geographie
Der Ort liegt im Strzyżów-Gebirge, am Bach Kamienica, einem rechten Zufluss der Wisłoka. Die Nachbarorte sind Kamienica Dolna im Südwesten, Jaworze Górne im Nordwesten, Siedliska-Bogusz im Osten sowie Zawadka Brzostecka im Süden.

## Geschichte
Am 19. November 1345 erhielt Nicolao Kerstan vom König Kasimir dem Großen das Gründungsprivileg für Anlegung des neuen Dorfs Kamienica im Wald am gleichnamigen Bach, auf 60 fränkischen Hufen nach dem Magdeburger Recht. Heute gibt es 6 Dörfer an diesem Bach (flussaufwärts: Kamienica Dolna, Gorzejowa, Siedliska-Bogusz, Smarżowa, Bączałka und Kamienica Górna). Falls es im Gründungsprivileg um die in Kleinpolen am meisten benutzte Hufen mit der Größe von um 25 Hektar ging, umfasste es außer Kamienica Dolna zumindest auch Gorzejowa. Aus dem Jahr 1389 stammt eine königliche Bestätigung eines verlorenen Dokuments aus 1353, über die Übergabe von einigen Dörfern in der Umgebung, darunter Gorzimowa (Gorzejowa), Camennicza (Kamienica), Smarschowa (Smarżowa) und B[rze]sini (Brzeziny) in den Gütern von Kunice, an drei ruthenische [ukrainische] Brüder namens Chodko, Piotr und Ostaszek, den Söhnen von Iwan, die vermutlich dem polnischen König Kasimir dem Großen bei der Einnahme Rotrutheniens halfen. 1387 kamen Gorzejowa, Kamienica (Górna), Siedliska und Smarzowa an Iwan Iwanowicz.
Der erstmals 1353 bzw. 1389 erwähnte besitzanzeigende Name wurde vom Personennamen Gorzym abgeleitet, spätere Formen vom Gorzej, schwankend zwischen den Schreibungen *Gorzej, *Gorzuj und *Gorzyn (Gorzeyow – 1361, Gorzuyowa – 1401, Garsznow bzw. Gorsznow – 1408, Gorzniowa – 1420, Gorzuyow – 1421, Goryowa – 1426, Gorzowa – 1437, Gorzyiowa – 1463, Gorzynyowa – 1480, Gorzvgyowa – 1490, Gorzeiowycze – 1505, Gorznyowa – 1520, Gorzyova – 1529, Gorzeiowa – 1581).
Das Dorf wurde nicht im Lebuser Stiftregister aus dem Jahr 1405 erwähnt. Dagegen beginnt das Manuskript mit dem Satz Kunycze, alias Kamyenyecz. Ista villa iacet penes Fristath. Nota, quod in bonis istis et infra limites eorum est una alia villa aedificata, quae tenetur per Dominum Ivonem et villa vocatur Nyebyelychschayo dicta Przesyk. [Kunice, anders Kamienica. Dieses Dorf gehört zu Freistadt. Anmerkung, innerhalb der Grenzen dieses Dorfs liegt ein neugegründetes Dorf Nyebyelychschayo [auch] Przesyk benannt, das zum Herr Ivon gehört.] Der Text enthält weiter eine Angabe über Ansiedlung von ca. 100 mehrheitlich deutschen namentlich benannten Familien aus Schlesien, unter denen es noch von Abgaben und den Frondiensten befreite Siedler gab, in Kunice, anders Kamienica, sowie Wyelgopole – das heutige Wielopole Skrzyńskie. Nach dem deutschen Volkskundler Walter Kuhn die benannten Familien sich im Dorf Kunycze alias Kamyenyecz bzw. Nyebyelychschayo dicta Przesyk entweder in Gorzejowa oder Siedliska-Bogusz ansiedelten, obwohl alle 3 Dörfer flussaufwärts von Kamienica Dolna (Gorzejowa, Siedliska und Smarżowa), ab 1387 im Besitz von Iwan Iwanowicz, schon in der zweiten Hälfte des 14. Jahrhunderts unter den heutigen Namen urkundlich erwähnt wurden.
1361 gehörte das Dorf zu Nawój de Gorzeyow, 1536 zu Jan Winiarski und Jan Uchacz. Es hatte damals 20 Bauern, einen Gutshof, Mühle und einen Vorwerk.
Das Dorf gehörte zur Adelsrepublik Polen-Litauen, Woiwodschaft Sandomir, Kreis Pilzno. Bei der Ersten Teilung Polens kam Gorzejowa 1772 zum neuen Königreich Galizien und Lodomerien des habsburgischen Kaiserreichs (ab 1804).
Nach dem Ende des Ersten Weltkriegs und dem Zusammenbruch der Habsburgermonarchie kam Gorzejowa 1918 zu Polen. Unterbrochen wurde dies nur durch die deutsche Besetzung Polens im Zweiten Weltkrieg.
Bis 1934 gehörte es der Pfarrei in Siedliska. In diesem Jahr wurde eigene römisch-katholische Pfarrei errichtet.
Von 1975 bis 1998 gehörte Gorzejowa zur Woiwodschaft Tarnów.

## Sehenswürdigkeiten

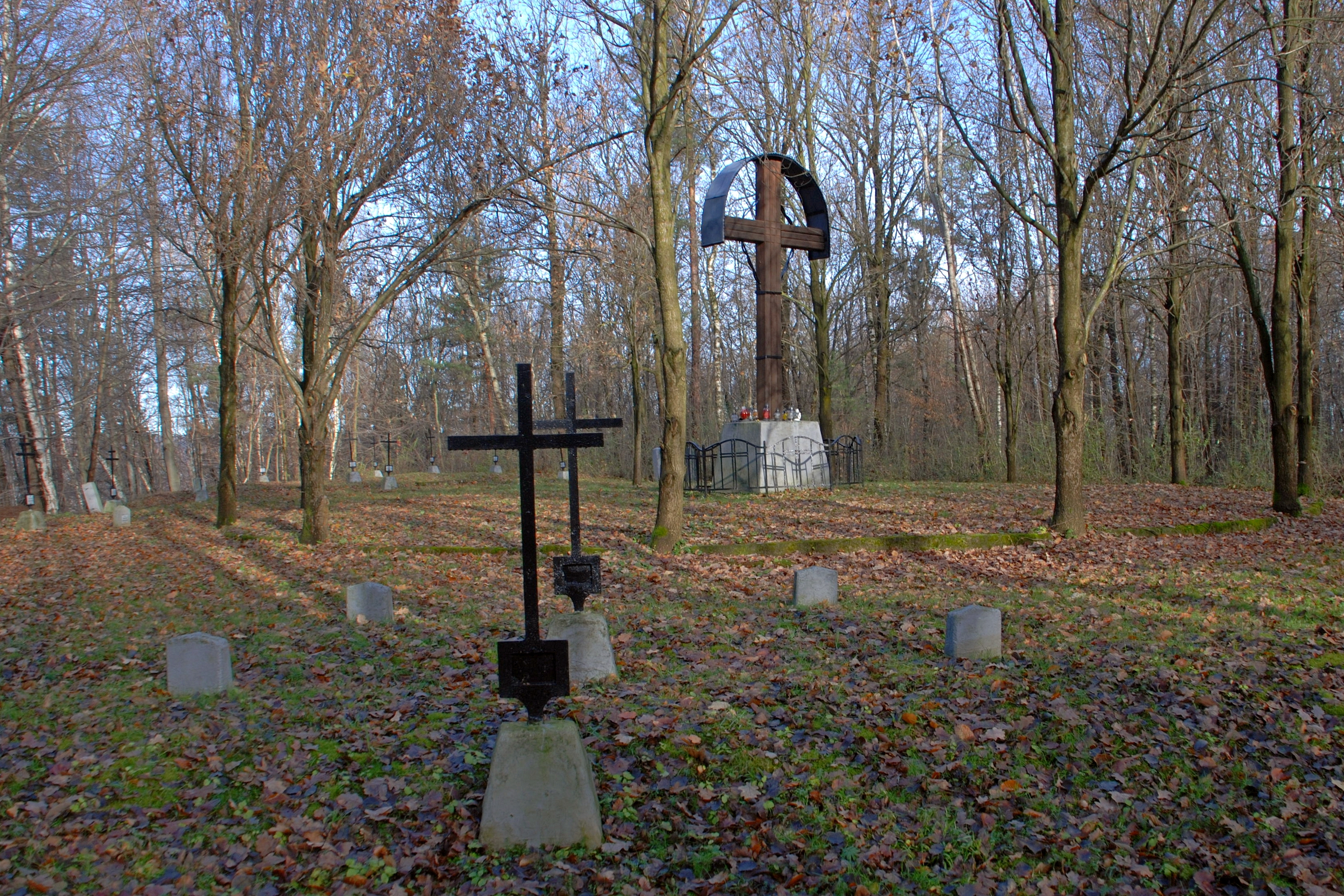
Soldatenfriedhof in Gorzejowa

- Soldatenfriedhof #227 vom Ersten Weltkrieg